# Schronisko turystyczne na Babiej Górze
Schronisko turystyczne na Babiej Górze (niem. Schutzhaus auf der Babiagura, Schlesinger-Haus auf der Babia Góra, węg. Menedékház a Babiagurán) – nieistniejące górskie schronisko turystyczne w Beskidzie Żywieckim, na Babiej Górze pod Głodną Wodą, położone na wysokości 1616 m n.p.m. na Babiej Górze. Było pierwszym tego typu obiektem w Beskidzie Żywieckim.

## Historia
W rejonie Babiej Góry pod koniec XIX wieku działała niemiecka organizacja turystyczna Beskidenverein, która wyznaczyła jedne z pierwszych szlaków turystycznych w Beskidach Zachodnich, wkrótce też pojawił się pomysł wybudowania schroniska turystycznego na Babiej Górze.
Projektantem obiektu był Wilhelm Schlesinger – działacz Beskidenverein, który był również znakarzem szlaków na Babią Górę. W latach 1904–1905 powstał solidny, jednopiętrowy murowany budynek z oszkloną werandą z widokiem na Tatry, Małą Fatrę i Orawę. Koszt budowy wyniósł 22 tysiące koron austriackich. W 4 pokojach na piętrze mogło nocować 20 turystów (jeden pokój przeznaczony był tylko dla pań). Na parterze znajdowała się kuchnia, pokój dla obsługi, izba gościnna dla 30 i weranda dla 20 gości oraz sanitariaty. Gospodarze obok schroniska wybudowali niewielki drewniany domek mieszkalny. Oprócz niego w pobliżu znajdowała się obórka dla dwóch krów i drobiu, szopa, stacja meteorologiczna i niewielka kapliczka. Obiekt znajdował się po stronie węgierskiej, niedaleko granicy z Galicją. Z pobliskiego stałego źródła Głodna Woda poprowadzono grawitacyjny rurociąg doprowadzający wodę dla potrzeb mieszkańców obiektu i turystów.
Uroczystego otwarcia schroniska dokonano 11 czerwca 1905, a pierwszym gospodarzem został gajowy Jan Zosiak z Polhory, który wcześniej prowadził turystów na szczyt Babiej Góry od węgierskiej strony. Patronem schroniska został Wilhelm Schlesinger, a jego oficjalna nazwa brzmiała Schlesinger-Haus auf der Babia Góra. Do lat 30. XX wieku było najwyżej położonym schroniskiem na terenie polskich Karpat.
Frekwencja w pierwszych latach funkcjonowania:
- 1905 – 399 osób,
- 1906 – 386 osób,
- 1907 – 350 osób,
- 1908 – 420 osób,
- 1909 – 313 osób,
- 1910 – 512 osób[1]

Polscy turyści niechętnie odwiedzali obiekt – zniechęcały wysokie ich zdaniem, opłaty oraz język niemiecki, który był oficjalnym w budynku. Największy ruch turystyczny był od czerwca do września, zimą oraz w okresie Wielkanocy pojawiali się też narciarze.
Po I wojnie światowej wskutek podziału Orawy schronisko na krótko znalazło się po stronie czechosłowackiej, a w 1922 w wyniku drobnej korekty granicy znalazło się po stronie polskiej.
Ruch turystyczny nieco się zmniejszył, w dodatku w nocy z 14 na 15 lutego 1935 doszło do tragedii. Schronisko było źle widoczne w trudnych warunkach atmosferycznych – podczas rajdu narciarskiego 4-osobowa grupa narciarzy nie zauważyła budynku i zamarzła w śnieżycy. Obiekt Beskidenverein był solą w oku dla niektórych polskich działaczy turystycznych i to wydarzenie posłużyło za jeden z pretekstów do odebrania schroniska Niemcom, jako niekompetentnym do prowadzenia działalności w tym terenie. W dodatku o grunt pod schroniskiem upomniały się Lasy Państwowe (przed wojną Beskidenverein wydzierżawiło teren na 30 lat od tzw. państwa orawskiego) i po 5-letnim procesie sądowym 4 czerwca 1937 budynek odebrano Niemcom po wypłaceniu odpowiedniego odszkodowania (150 tys. złotych; faktycznie Beskidenverein przestał nim zarządzać już w 1936).

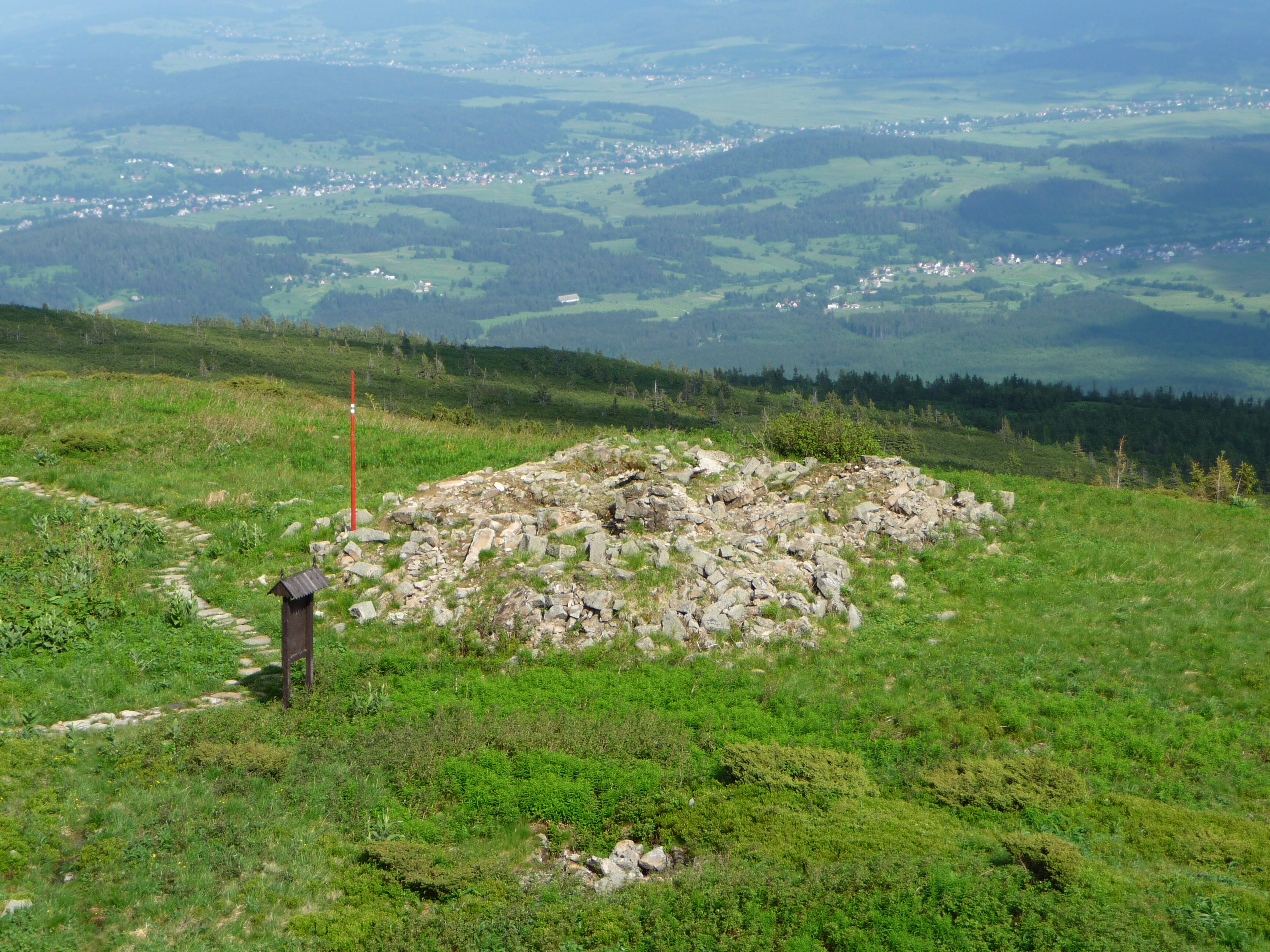
Ruiny schroniska (2009)

 Do wybuchu II wojny światowej funkcjonowało jako schronisko turystyczne „Leśnik” (prowadziła je spółdzielnia „Leśnik” ze Lwowa). W 1937 oferowało 32 miejsca noclegowe (8 łóżek i 24 sienniki). Podczas okupacji schronisko znalazło się w granicach Słowacji wraz z resztą dawnej polskiej Orawy. 1 września 1939 zostało ostrzelane przez niemiecki samolot – spłonął wówczas budynek gospodarczy. W latach 1939–1943 gospodarzył budynkiem Klub Słowackich Turystów i Narciarzy, następnie obiekt zamknięto z powodu bardzo małego ruchu turystycznego. Po wojnie krótko stacjonował w nim oddział Armii Czerwonej, a po jego wycofaniu okoliczni mieszkańcy rozkradli wszystko to, co jeszcze zostało.
Schronisko próbowało wyremontować Polskie Towarzystwo Tatrzańskie – kiedy prace miały się ku końcowi w 1949 obiekt spłonął w niewyjaśnionych okolicznościach. Projekt odbudowy zarzucono (teren znalazł się pod ochroną przyrodniczą), a ocalałe mury rozebrano jesienią 1979. Po dawnym obiekcie Beskidenverein pozostały tylko resztki fundamentów.

## Gospodarze
Kolejni gospodarze schroniska:
- 11 czerwca 1905 – sierpień 1914 (właściciel: Beskidenveren): Jan Zosiak – obywatel węgierski, Polak z Orawskiej Półgóry,
- 18 sierpnia 1914 – 6 stycznia 1919 (właściciel: Beskidenveren): Józef Świerczek – obywatel węgierski, potem polski, narodowości polskiej,
- 6 stycznia 1919 – 30 września 1936 (właściciel: Beskidenveren): Marcelina Świerczkowa-Żurkowa (z domu Kowalik),
- 30 września 1936 – jesień 1938 (właściciel: Lasy Państwowe): Stanisław Kowalik – przybrany syn Świerczków,
- jesień 1938 – 1 września 1939 (właściciel: Lasy Państwowe): Rudolf Topór,
- wrzesień 1939 – jesień 1942 (właściciel: pierwsza Republika Słowacka): Jan Żurek pochodzący z Lipnicy Wielkiej,
- jesień 1942 – jesień 1943 (właściciel: pierwsza Republika Słowacka): Marcelina Świerczkowa-Żurkowa[4].